# Luise-Kiesselbach-Platz
Der Luise-Kiesselbach-Platz ist ein Verkehrsknotenpunkt in München. Aufgrund seiner Lage im Münchner Stadtbezirk Sendling-Westpark hat er eine wichtige Verteilerfunktion für den gesamten Münchner Südwesten. Der Platz ist nach Luise Kiesselbach, einer Münchner Politikerin und Frauenrechtlerin, benannt.

## Lage und Verkehrsanbindung

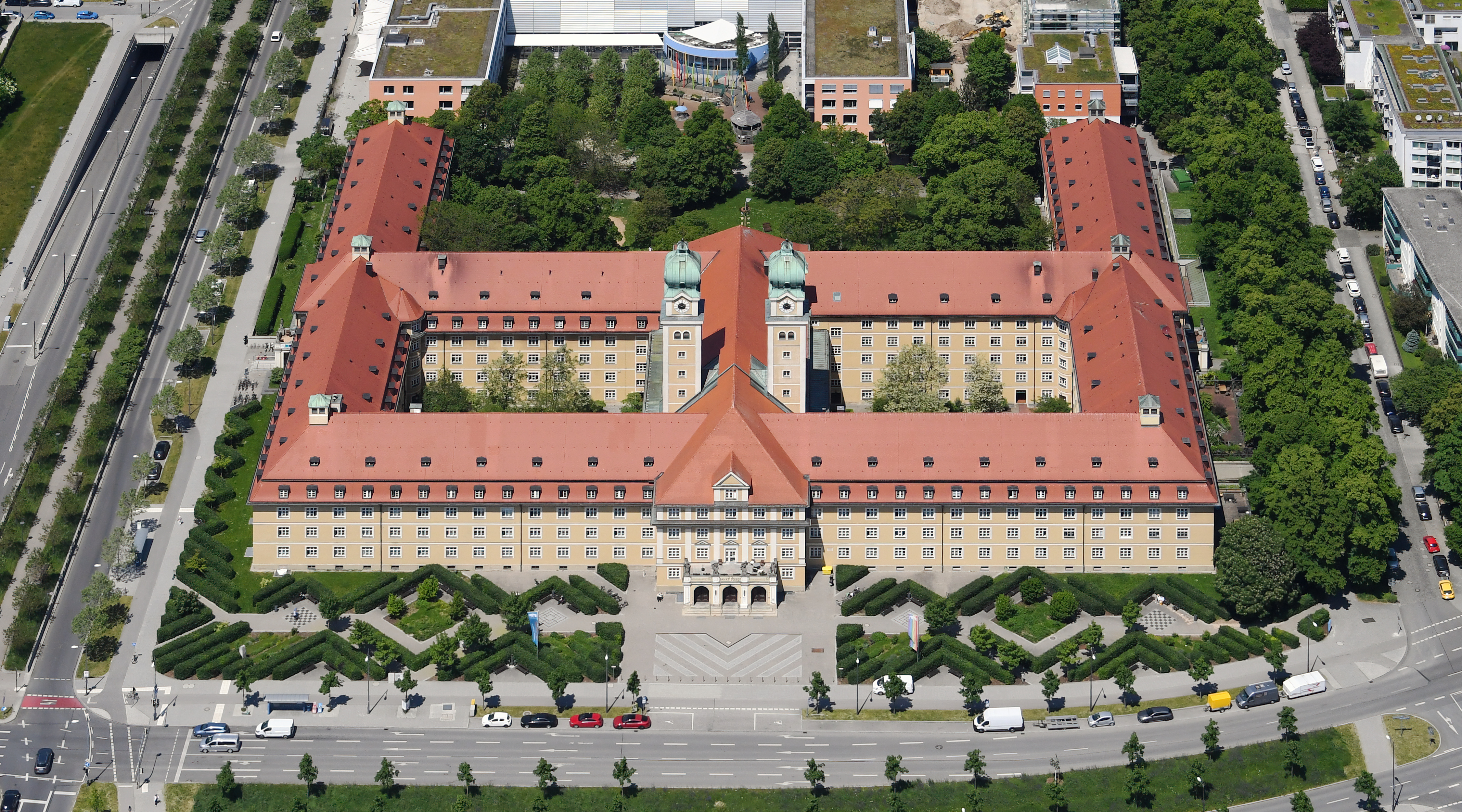
Das Altenheim St. Josef mit seinen beiden markanten Türmen

Der Luise-Kiesselbach-Platz befindet sich etwa fünf Kilometer südwestlich vom Münchner Stadtzentrum entfernt. Durch den Platz führt in Nord-Süd-Richtung der Mittlere Ring.
Im Nordwesten ist der Ring als Garmischer Straße, von Südosten als Heckenstallerstraße an den Platz angeschlossen. Von Nordosten kommend quert die Albert-Roßhaupter-Straße den Platz, die als Waldfriedhofstraße (St2343) weiter nach Westen führt und die Stadtteile Sendling, Hadern und Großhadern sowie die angrenzenden Gemeinden Gräfelfing und Planegg verkehrstechnisch erschließt. Im südlichen Teil des Platzes endet die Autobahn A 95 aus Garmisch-Partenkirchen an der Anschlussstelle München-Sendling-Süd. Dazu münden noch die Nebenstraßen Johann-Clanze-Straße und Cimbernstraße in den Platz ein.
Der Platz dient als Knotenpunkt sowohl als Stadteinfahrt für die Autobahn aus Garmisch-Partenkirchen als auch zur Verbindung der großen Verkehrsachsen aus dem Norden, Süden und Osten der Stadt. Er hat die Form eines Dreieckes. Auf der Nordseite des Platzes befindet sich das Altenheim St. Josef mit seinen beiden markanten Türmen.

## Verkehr

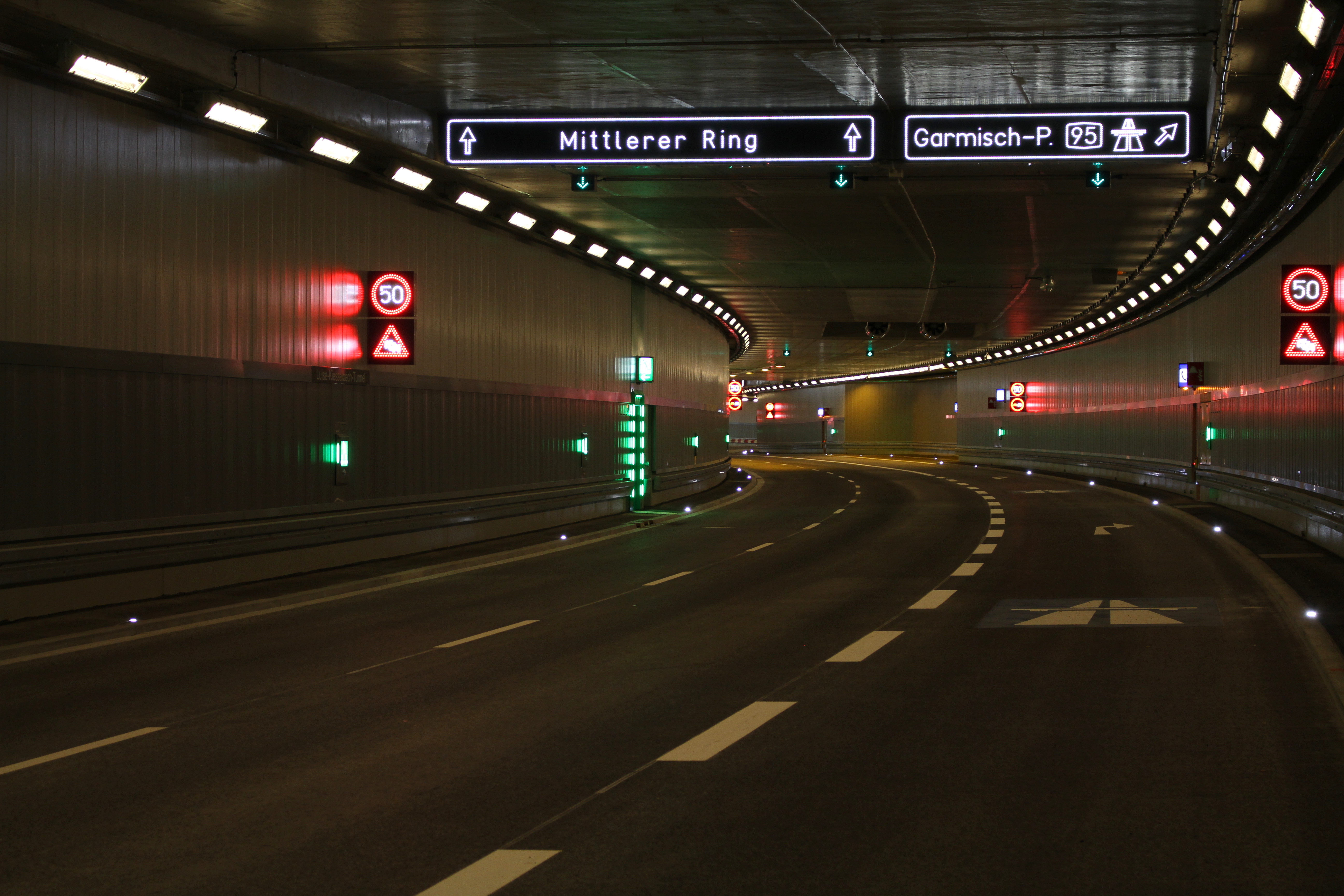
Der Luise-Kiesslbach-Tunnel unter der Garmischer Straße

Aufgrund seiner Funktion als Knotenpunkt ist das Verkehrsaufkommen auf dem Luise-Kiesselbach-Platz stets enorm. Das Aufkommen in Nord-Süd-Richtung (Mittlerer Ring) beträgt 118.000 Fahrzeuge pro Tag und in West-Ost-Richtung 24.000 Fahrzeuge pro Tag. Da der Verkehr auf den zwei verschiedenen Kreuzungen des Platzes per Ampel geregelt wird, bilden sich regelmäßig Rückstaus von mehreren Kilometern Länge. Besonders seit der Eröffnung der A 99-West ist der Luise-Kiesselbach-Platz als Teil der Verbindungsstrecke zwischen der A 95 und der A 96/A 8 einer enormen Verkehrsbelastung ausgesetzt. Mit der Realisierung des Projektes Mittlerer Ring Südwest – insbesondere mit dem Luise-Kiesselbach-Tunnel – im Jahr 2015 wurden die Verkehrszahlen in Nord-Süd-Richtung an der Oberfläche auf etwa 40.000 Fahrzeuge pro Tag reduziert.
Der Luise-Kiesselbach-Platz wird von zwei Buslinien aus allen Richtungen angefahren. Die früher auf einer eigenen Trasse entlang der Albert-Roßhaupter/Waldfriedhofstraße verlaufende Straßenbahnstrecke der Linie 26 wurde im Jahr 1993 wegen des Parallelverkehrs mit der U-Bahn Linie U6 aufgegeben und durch den MetroBus 54 ersetzt. Der Luise-Kiesselbach-Platz ist nicht direkt an die U-Bahn angeschlossen, da deren Strecke etwas nördlich versetzt verläuft. Die Haltestellen Westpark und Partnachplatz befinden sich aber in fußläufiger Entfernung oder können mit dem Bus erreicht werden.

## Projekt Mittlerer Ring Südwest

Lage des Projektes „Mittlerer Ring Südwest“ im Mittleren Ring

Straßenverlauf am Mittleren Ring nach Fertigstellung der Tunnel Heckenstaller- und Garmischer Straße

### Allgemein
Im ersten Münchner Bürgerentscheid mit dem Titel „Drei Tunnel braucht der Mittlere Ring“ entschieden sich am 23. Juni 1996 die Münchner Wähler mit knapper Mehrheit für einen weiteren Ausbau des Mittleren Rings. Nach dem Petuel-, Effner- und Richard-Strauss-Tunnel war der Abschnitt Südwest der letzte Bauabschnitt für die Umsetzung dieses Bürgerentscheides. Der Luise-Kiesselbach-Platz wie auch die angrenzenden Straßen des Mittleren Ringes erhielten den Tunnel Heckenstallerstraße und den Luise-Kiesselbach-Tunnel. Letzterer Tunnel hat von Norden her auch eine direkte Zufahrt zur A 95. Das Projekt „Mittlerer Ring Südwest“ war in fünf Baulose aufgeteilt. Der Luise-Kiesselbach-Platz war Baulos C.
Während der Bauphase mussten im Baustellenbereich des Mittleren Ringes mindestens drei Fahrstreifen pro Fahrtrichtungen, beidseitig Geh- und Radwege sowie Rettungswege zur Verfügung stehen. Der ÖPNV musste ebenso gewährleistet sein wie die Zugänglichkeit der Anliefer- und Lieferantenzufahrten. Die Bauarbeiten am Tunnel wurden im Juli 2015 abgeschlossen, der Tunnel am 25. Juli im Rahmen eines Bürgerfests offiziell eröffnet. Seit dem 27. bzw. 28. Juli sind beide Fahrtrichtungen für den Autoverkehr freigegeben. Laut vorab veröffentlichter Verkehrsprognose wurden zirka 112.000 Kfz pro Tag erwartet.
Zur Information der Bürger während der Bauarbeiten stellte das Baureferat einen Infocontainer auf dem Platz auf.
Die Kosten des Bauprojektes „Mittlerer Ring Südwest“ mit Garmischer Straße und Tunnel, Luise-Kiesselbach-Platz und Heckenstallerstraße und Tunnel sowie der diversen Zu- und Abfahrten beliefen sich auf 398 Mio. €. Somit wurde auch der dritte Münchner Tunnel am Mittleren Ring sowohl im Zeit- wie im Kostenrahmen fertig.

### Oberflächengestaltung

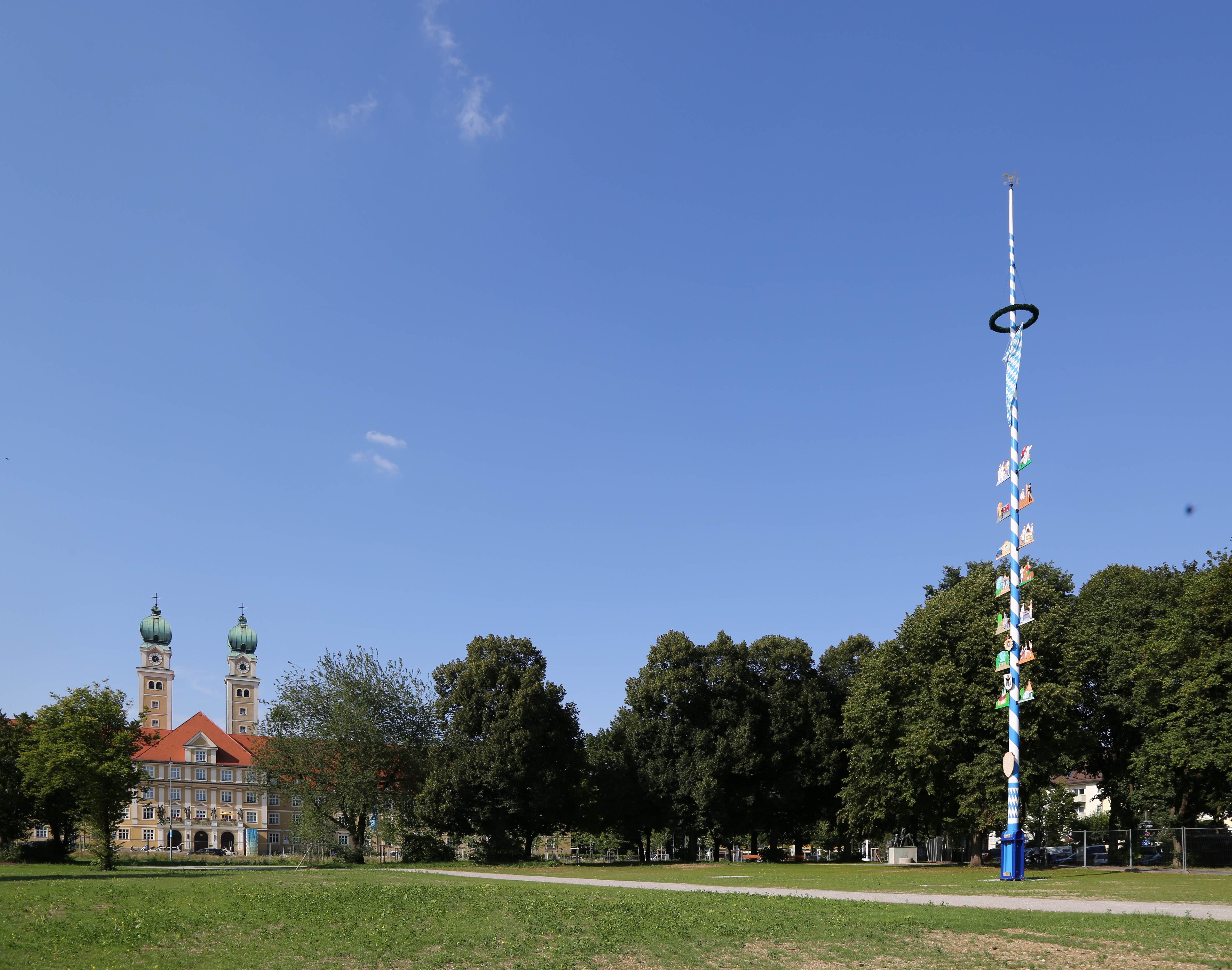
Der Kiesselbachplatz nach der Neugestaltung mit dem Maibaum

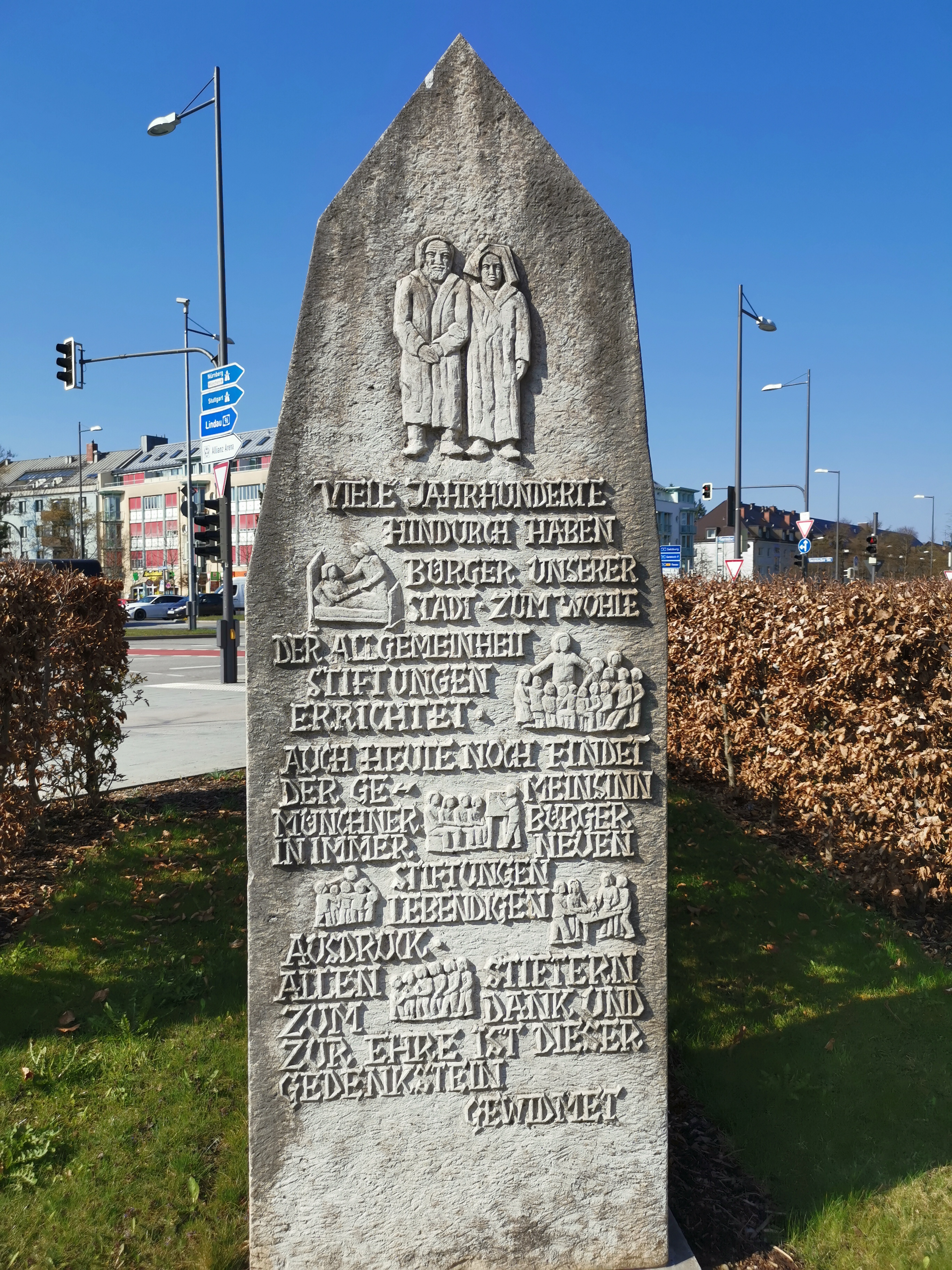
Gedenkstein für den Gemeinsinn Münchener Bürger (Stifter).

Die Fahrbahnen werden reduziert und ein breiter Fahrbahnteiler mit Bäumen versehen. Eine große zusammenhängende Freifläche wird auf der Ostseite vom erhaltenen Baumbestand gesäumt. Die genaue Gestaltung wurde mittels Wettbewerb entschieden.

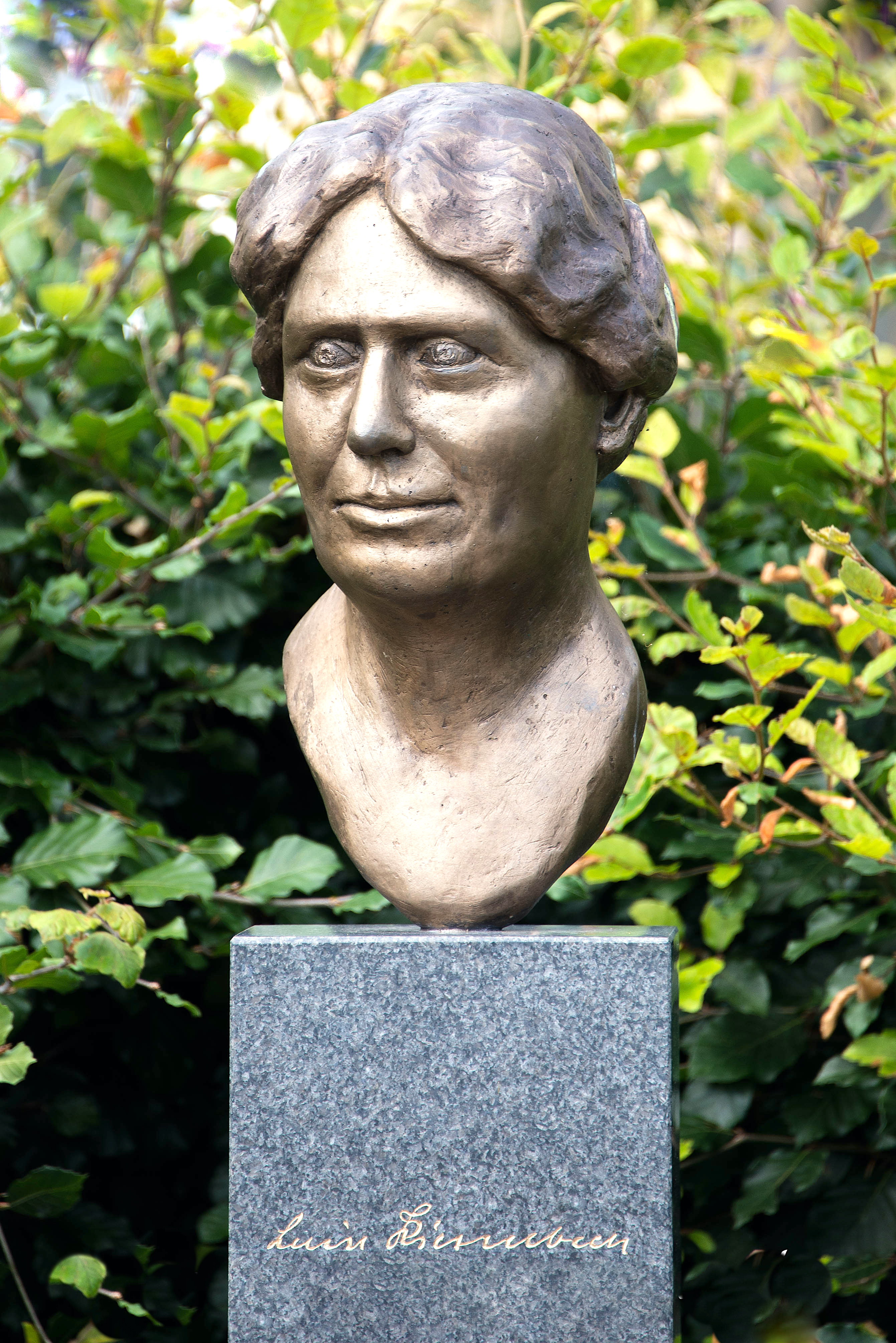
Die Bronzebüste zeigt Luise Kiesselbach der Künstlerin Freitag Roswitha am Luise-Kiesselbach-Platz, 2022

## Kunst
- Gänseliesel-Brunnen, von Karl Rödl, gestaltet 1937
- Knabe mit Füllen, Bronzeskulptur von Lothar Dietz, gestaltet 1932
- Luise Kiesselbach Bronzebüste von Freitag Roswitha, erstellt 2022 von der Luise-Kiesselbach-Stiftung[2]